# سفيان دادا
سفيان دادا (بالهولندية: Soufiane Dadda)‏ هو لاعب كرة قدم هولندي في مركز نصف الجناح، ولد في 18 يونيو 1990 في فينلو في هولندا. لعب مع إف سي آيندهوفن وفورتونا سيتارد وفي في في فينلو.

## وصلات خارجية
- سفيان دادا على موقع قاعدة بيانات كرة القدم.إي يو (الإنجليزية)
- سفيان دادا على موقع Soccerway.com (الإنجليزية)
- سفيان دادا على موقع عالم كرة القدم.نت (الإنجليزية)